# Tomislav Rebrina
Tomislav Rebrina (Brda (Kupres, BiH), 8. veljače 1936. − Kaštel Gomilica, Hrvatska 17. rujna 2013.)), hrvatski emigrant, revolucionar, dragovoljac i invalid Domovinskog rata.

## Životopis
Rodio se je u selu Brdima kod Kupresa 1936. godine. Za vrijeme Jugoslavije, UDBA ga je zatvarala i proganjala, pa je je bio prisiljen napustiti Hrvatsku. Otišao je koncem kolovoza 1963. godine. Boravište je našao u Švedskoj.
U Švedskoj se je povezao s hrvatskim emigrantskim organizacijama.
Radi sprječavanja izručenja Jugoslaviji sedmorice hrvatskih emigranata (Miro Barešić, Anđelko Brajković, Ante Stojanov Škarpun kodnog imena "Toni Varga", Miljenko Hrkač i Blago Mikulić, Marinko Lemo, Stanislav Miličević) koji su bili zatvoreni u Švedskoj, jer ih je u Jugoslaviji sigurno čekala smrtna kazna, odlučio se na radikalniju akciju, jer su sve diplomatske akcije hrvatskih iseljenika prošle bezuspješno.
Radi pomoći svojim prijateljima, sve je stavio na kocku. Odlučio se na radikalnu akciju, premda je bio svjestan da čini kažneno djelo.
15. rujna 1972. godine zajedno s Rudolfom Prskalom i Nikolom Liscem u Göteborgu je oteo zrakoplov. Pokušalo se razgovorima s visokim švedskim državnim dužnosnicima. Hrvatska su udruženja dugotrajno pregovarala s ondašnjim premijerom Olofom Palmeom, kraljem Gustavom, no bezuspješno. Kad se nije moglo na taj način, kada su isrcpili sve druge mogućnosti, odlučilo se za otmicu zrakoplova. Otmica je bila rezultat nepodnošljiva šikaniranja Hrvatske u kojoj je tad na djelu bilo nasilno gušenje baštine hrvatskog proljeća. Nakon godinu dana, 15. rujna 1972., grupa hrvatskih emigranata na čelu sa Stipom Mikulićem (Tomislav Rebrina, Nikola Lisac, Rudolf Prskalo) otela je zrakoplov koji je letio u pravcu Göteborg - Stockholm. Tražili su od švedske vlade oslobađanje sedam hrvatskih zatvorenika u Švedskoj iz zatvora i da ih pošalju zrakoplovom u Španjolsku. Blefirali su prijetnjom da će eksplozivom raznijeti zrakoplov u kojem je tada bilo 86 putnika i 4 člana posade. Prijetnja je bila lažna, jer ni Rebrina ni Prskalo nisu imali nikakvi eksploziv, nego su u torbi bile smotane stare hlače koje su stavili da bi zavarali policiju da pomislila kako je u torbi zbilja eksploziv.
Akcija je uspješno izvedena. Isposlovali su željeno i stigli u Madrid. 
Šestorica zatvorenika otišla su dalje u Paragvaj, a u Španjolskoj su ostali Tomislav Rebrina, Prskalo i Lisac. Ondje se skrasio gdje je živio sa svojom obitelji.
Rebrinina, Prskalova i Liščeva akcija bila je, prema Julienne Bušić inspiracija Zvonku Bušiću za otmicu koju je izveo pet godina poslije.
Kad je proglašena neovisna i samostalna Hrvatska, stvorili su se uvjeti za povratak u domovinu, Kad su velikosrpske snage napale Hrvatsku, Rebrina je među prvima dragovoljno se javio u hrvatsku vojsku. Nije se dvojio vratiti u zaraćenu domovinu, premda je tad bio u kasnim pedesetima, s uhodanim poslom u Španjolskoj.
Bio je dvaput ranjen, a nakon toga vratio se časnoj obrani hrvatske Domovine sve do umirovljenja.
Zadnje je godine svog života proveo u Kaštel Gomilici.
Pokopan je na Kupresu.